# Bob Craig (rugby)
Pour les articles homonymes, voir Craig.

a Compétitions nationales et continentales officielles uniquement.

b Matchs officiels uniquement.
Dernière mise à jour le 11 mars 2023.
Bob Craig, né le 1er septembre 1885 à Sydney et mort le 5 mars 1935 à Leichhardt (en), est un joueur de rugby à XV et de rugby à XIII australien. 

## Biographie
Avant sa carrière de joueur de rugby, Bob Craig est un sportif complet avec un égal succès. Il gagne huit championnats d'état consécutifs en natation entre 1899 et 1906 ; il triomphe avec son club dans quatre championnats de Sydney de water polo et en 1905 il fait partie du club de football de Balmain qui remporte le championnat d'état.
Bob Craig est un joueur pionnier au plus haut niveau. Il est sélectionné en équipe d'Australie de rugby à XV (Wallabies) pour partir en tournée entre 1908 et 1909. Il participe aux Jeux olympiques d'été de 1908 qu'il remporte avec l'équipe d'Australie. À son retour, il intègre l'équipe d'Australie de rugby à XIII (Kangourou) et dispute sept tests à compter de 1910. En effet, en 1910, il change de code et passe au rugby à XIII. Il joue son premier match en équipe nationale contre l'Équipe du Royaume-Uni de rugby à XIII le 18 juin 1910. Quatre anciens Wallabies débutent aussi ce jour-là : John Barnett, Jack Hickey, Chris McKivat et Charles Russell. Ils deviennent les onzième à quinzième joueurs internationaux australiens sélectionnés dans les deux codes. Cette scène reproduit un fait qui s'est passé deux années plus tôt où Micky Dore, Dally Messenger, Denis Lutge, Doug McLean snr et 
Johnny Rosewell débutent tous pour les Kangaroos dans le premier test contre la Nouvelle-Zélande. Bob Craig fait ensuite partie de la tournée de 1911 en Grande-Bretagne où il participe à 31 matchs et inscrit 7 essais. Il joue encore deux tests en 1914. En tout, il participe à 7 test matchs et à 35 rencontres pour l'Australie.
En club, il évolue en club avec les Balmain Tigers avec qui il remporte quatre championnats entre 1915 et 1919.

## Statistiques en équipe nationale

### Rugby à XV
- 1 sélection en 1908

### Rugby à XIII
- Sélections avec l'Australie : 10 tests entre 1910 et 1914